# Grądy Kruklaneckie
Grądy Kruklaneckie (deutsch Grunden) ist ein Ort in der polnischen Woiwodschaft Ermland-Masuren und gehört zur Landgemeinde Kruklanki (Kruglanken) im Powiat Giżycki (Kreis Lötzen).

## Geographische Lage
Grądy Kruklaneckie liegt am Nordostufer vom Kruglinner See (1938 bis 1945 Kraukelner See, polnisch Jezioro Kruklin) im nördlichen Osten der Woiwodschaft Ermland-Masuren. Bis zur einstigen Kreisstadt Angerburg (polnisch Węgorzewo) sind es 21 Kilometer in nordwestlicher Richtung, und die heutige Kreismetropole Giżycko (Lötzen) liegt elf Kilometer in südwestlicher Richtung.

## Geschichte
Das kleine Dorf Grunden war im Jahre 1785 ein köllmisches Gut mit zwei Feuerstellen, 1818 mit zwei Feuerstellen und 23 Einwohnern. Als 1874 der Amtsbezirk Kruglanken errichtet wurde, wurde Grunden eingegliedert und gehörte somit zum Kreis Angerburg im Regierungsbezirk Gumbinnen der preußischen Provinz Ostpreußen. Im Jahre 1910 zählte der Gutsbezirk Grunden 35 Einwohner.
Am 30. September 1928 gab Grunden seine Eigenständigkeit auf und ließ sich in die Landgemeinde Siewken (polnisch Żywki) eingemeinden. In Kriegsfolge kam das Dorf 1945 mit dem gesamten südlichen Ostpreußen zu Polen und erhielt die polnische Namensform „Grądy Kruklaneckie“. Heute ist der Ort dem Schulzenamt (polnisch sołectwo) Kruklanki (Kruglanken) zugeordnet und gehört damit zur gleichnamigen Landgemeinde im Powiat Giżycki (Kreis Lötzen), vor 1998 der Woiwodschaft Suwałki, seither der Woiwodschaft Ermland-Masuren zugehörig.

## Religionen
Bis 1945 war Grunden in die evangelische Kirche Kruglanken in der Kirchenprovinz Ostpreußen der Kirche der Altpreußischen Union und in die katholische Kirche St. Bruno in Lötzen (polnisch Giżycko) im Bistum Ermland eingepfarrt.
Heute gehört Grądy Kruklaneckie zur katholischen Pfarrei Kruklanki im Bistum Ełk (Lyck) der Römisch-katholischen Kirche in Polen bzw. zur evangelischen Pfarrei Giżycko in der Diözese Masuren der Evangelisch-Augsburgischen Kirche in Polen.

## Verkehr
Grądy Kruklaneckie liegt an einem teilweise unwegsamen Landweg, der von Kruklanki (Kruglanken) bis nach Żywki (Siewken) führt. Eine Bahnanbindung besteht nicht.